# Teoria de circuits

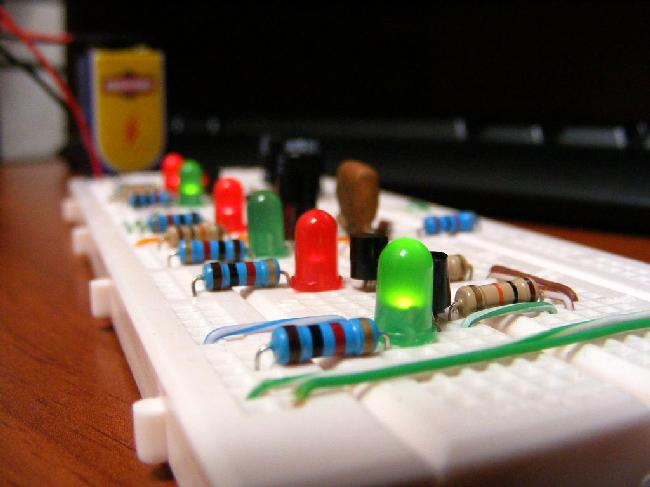
Exemple de circuit.

La teoria de circuits és el conjunt de fonaments teòrics sobre el funcionament dels circuits elèctrics i el seguit de tècniques i habilitats matemàtiques que permeten trobar, de forma sistemàtica, les tensions, corrents i potències dels components electrònics que formen el circuit elèctric. Es coneix com a circuit elèctric qualsevol conjunt de components electrònics interconnectats entre ells i que contenen, com a mínim, una trajectòria tancada.
Existeixen moltes tècniques per a l'anàlisi dels circuits, però totes elles pressuposen que el comportament del circuit és lineal, és a dir, que té una resposta proporcional als estímuls d'entrada. Un estudi a fons permet veure que aquesta idealització no és certa en cap circuit degut a les no idealitats dels components i als diferents fenòmens físics que alteren aquests valors, tal com el soroll, les interferències o la resistència dels cables d'interconnexió, entre d'altres. Malgrat això, per la majoria de casos, l'ús de les tècniques proposades per la teoria de circuits proporciona resultats prou acurats considerant components ideals, amb no linealitats menyspreables, duent a terme aproximacions o fent estudis en les zones de treball de cada component, de tal manera que es pugui linealitzar la seva resposta. És decisió de l'analista escollir amb quina precisió vol calcular els diferents components i, per tant, decidir utilitzar més o menys aproximacions, càlculs matemàtics més complexos o models matemàtics que tinguin en compte les no idealitats obviades en un primer estudi.
Al llarg de l'article, s'utilitzaran les paraules resistència i impedància indistintament. Tot i que la impedància varia amb la freqüència, en règim permanent sinusoidal les tècniques d'estudi i els mètodes d'anàlisi són els mateixos per les combinacions de resistències i per les impedàncies.

## Definicions
| Component                              | Un dispositiu amb dos o més terminals a través dels quals passa corrent. |
| Node                                   | Un punt de contacte entre dos o més components. Un conductor amb la resistència aproximadament nul·la es considera un node. |
| Branca                                 | Els components que hi ha entre dos nodes. |
| Malla                                  | Grup de branques tancat. |
| Port                                   | Dos terminals en els quals el corrent d'entrada d'un és el mateix que el corrent de sortida de l'altre. |
| Circuit                                | Xarxa en la qual circula corrent d'una font d'alimentació, que entra en un terminal i surt per l'altra terminal del port. Un circuit és per tant, una xarxa de dos terminals. Circuit i xarxa s'utilitzen sovint com a sinònims, però hi ha analistes que utilitzen xarxa per referir-se a un circuit format per components ideals.                                                 |
| Funció de transferència                | La relació entre els corrents i/o les tensions entre dos ports o la fase dels senyals. Això es fa entre un port d'entrada i de sortida per saber si hi ha guany o atenuació de tensió i/o corrent. |
| Funció de transferència d'un component | Per a un component de dos terminals, la funció de transferència entre tensions i corrents tindrà unitats d'impedància o admitància (segons si es considera el corrent com sortida o entrada, respectivament). En un component de tres terminals la funció de transferència no pot expressar-se en aquestes unitats, de manera que s'utilitza una expressió matricial de paràmetres. |

## Circuits equivalents

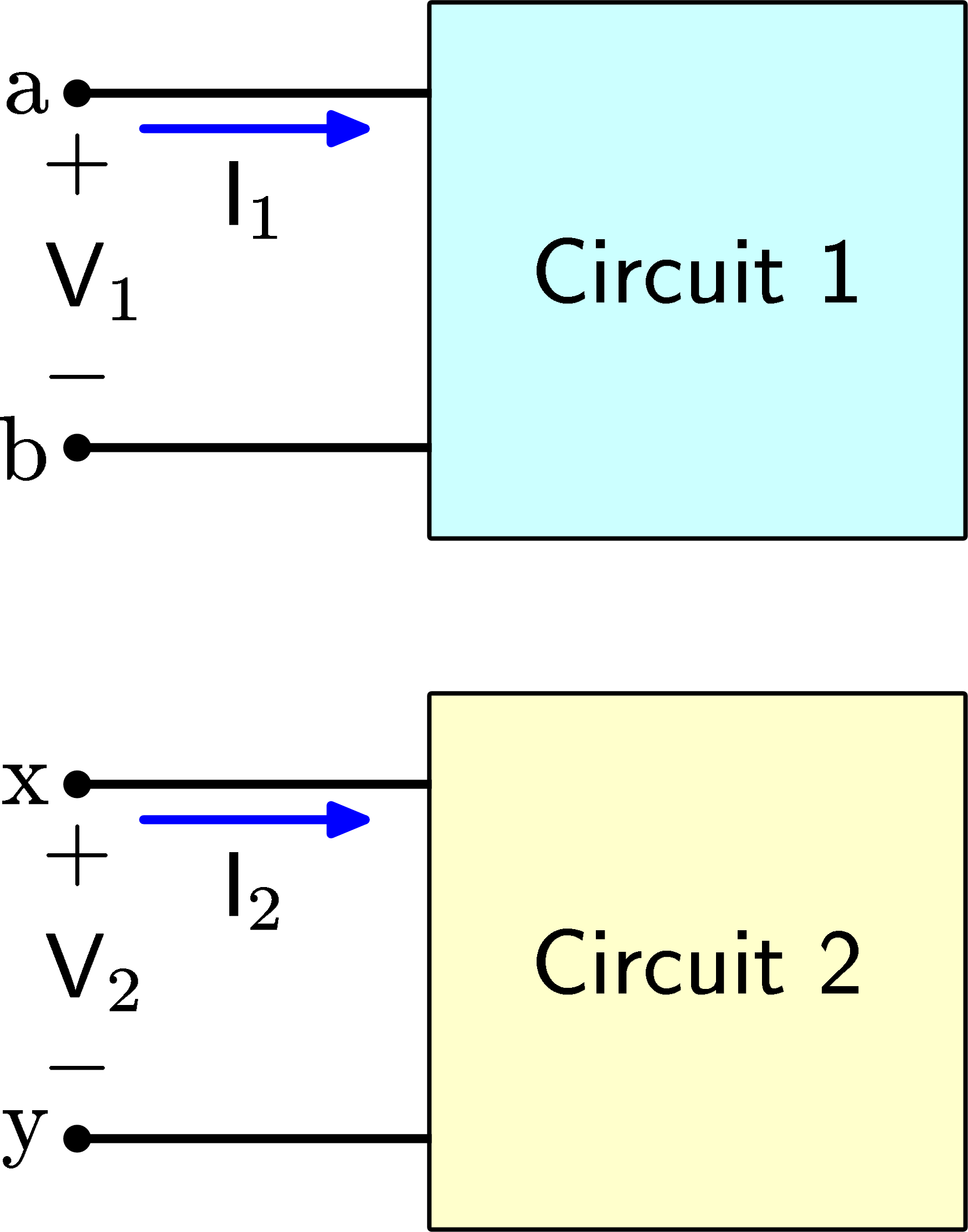
Equivalència de circuits

Un procediment útil per a l'anàlisi de circuits és simplificar la xarxa reduint el nombre de components. Això es fa substituint els components per d'altres més senzills d'analitzar. Un exemple d'aquest procediment és per exemple, la combinació de resistències en paral·lel o en sèrie en una de sola. Per l'altra banda, també es pot canviar la forma del circuit, cosa que ens pot permetre reduir el circuit en altres operacions. Per exemple, es pot transformar una font de tensió en una font de corrent amb el teorema de Norton (o a l'inrevés amb el teorema de Thévenin) per combinar després les resistències en paral·lel o en sèrie.
Un circuit resistiu és un circuit que conté només resistències, fonts de corrent ideals i fonts de tensió ideals. Si les fonts són constants (CC), el resultat és un circuit en corrent continu. L'anàlisi del circuit fa referència al procés de trobar els valors de tensió i corrent presents en el circuit. Els mètodes que utilitzarem més endavant són aplicables també a l'anàlisi de fasors quan tenim circuits de corrent altern (CA).
Dos circuits són equivalents quan el voltatge entre dos terminals i el corrent a través d'aquests per un circuit valen el mateix per a l'altre circuit. Per tant, que {\displaystyle V_{2}=V_{1}} implica que {\displaystyle I_{2}=I_{1}} per a tots els valors reals de {\displaystyle V_{1}}. Si complim aquesta condició, els circuits 1 i 2 són equivalents respecte als terminals on s'han fet les mesures de cadascun.
Aquest és el cas per a circuits de dos terminals. Per a circuits amb més terminals, cal que la condició es compleixi en tots ells. Per exemple, els circuits en configuració estrella i triangle tenen sis terminals i per tant, calen tres equacions simultànies per complir l'equivalència.

### Impedàncies en sèries i paral·lel
Qualsevol xarxa de dos terminals amb impedàncies pot ser reduïda a una sola impedància:
Impedàncies en sèrie: {\displaystyle Z_{\mathrm {eq} }=Z_{1}+Z_{2}+\,\cdots \,+Z_{n}.}
Impedàncies en paral·lel: {\displaystyle {\frac {1}{Z_{\mathrm {eq} }}}={\frac {1}{Z_{1}}}+{\frac {1}{Z_{2}}}+\,\cdots \,+{\frac {1}{Z_{n}}}.}
Si simplifiquem el càlcul per a dues impedàncies en paral·lel: {\displaystyle Z_{\mathrm {eq} }={\frac {Z_{1}Z_{2}}{Z_{1}+Z_{2}}}.}

### Transformació estrella-triangle
Una xarxa elèctrica d'impedàncies amb dos o més terminals no pot reduir-se a un circuit equivalent d'una sola impedància. Una xarxa de n terminals pot, com a màxim, reduir-se a n impedàncies. En una xarxa de tres terminals, les tres impedàncies poden expressar-se com una xarxa delta (Δ) de tres nodes o una xarxa estrella (Y) de quatre nodes. Aquestes dues xarxes són equivalents i les transformacions entre les dues configuracions es donen més a baix. Dos circuits en les configuracions esmentades seran equivalents quan les impedàncies entre dos terminals qualssevol són les mateixes, de manera que tindrem sis equacions de tensió i corrent que les defineixin.

#### Equacions per a la transformació Triangle-Estrella
{\displaystyle R_{a}={\frac {R_{\mathrm {ac} }R_{\mathrm {ab} }}{R_{\mathrm {ac} }+R_{\mathrm {ab} }+R_{\mathrm {bc} }}}}
{\displaystyle R_{b}={\frac {R_{\mathrm {ab} }R_{\mathrm {bc} }}{R_{\mathrm {ac} }+R_{\mathrm {ab} }+R_{\mathrm {bc} }}}}
{\displaystyle R_{c}={\frac {R_{\mathrm {bc} }R_{\mathrm {ac} }}{R_{\mathrm {ac} }+R_{\mathrm {ab} }+R_{\mathrm {bc} }}}}

#### Equacions per a la transformació Estrella-Triangle
{\displaystyle R_{\mathrm {ac} }={\frac {R_{a}R_{b}+R_{b}R_{c}+R_{c}R_{a}}{R_{b}}}}
{\displaystyle R_{\mathrm {ab} }={\frac {R_{a}R_{b}+R_{b}R_{c}+R_{c}R_{a}}{R_{c}}}}
{\displaystyle R_{\mathrm {bc} }={\frac {R_{a}R_{b}+R_{b}R_{c}+R_{c}R_{a}}{R_{a}}}}

### Forma general d'eliminació de nodes d'una xarxa
La transformació estrella-triangle i la triangle-estrella són casos especials de l'algoritme general d'eliminació de nodes d'una xarxa resistiva. Qualsevol node connectat per N resistors ({\displaystyle R_{1}} .. {\displaystyle R_{N}}) a nodes 1 ... N pot ser substituït per {\displaystyle {N \choose 2}} resistors que interconnectin la resta de N nodes. La resistència entre qualsevol node x i y està donada per: 
{\displaystyle R_{\mathrm {xy} }=R_{x}R_{y}\sum _{i=1}^{N}{\frac {1}{R_{i}}}}
Per a una estrella-triangle (N=3) es redueix a:
{\displaystyle R_{\mathrm {ab} }=R_{a}R_{b}({\frac {1}{R}}_{a}+{\frac {1}{R}}_{b}+{\frac {1}{R}}_{c})={\frac {R_{a}R_{b}(R_{a}R_{b}+R_{a}R_{c}+R_{b}R_{c})}{R_{a}R_{b}R_{c}}}={\frac {R_{a}R_{b}+R_{b}R_{c}+R_{c}R_{a}}{R_{c}}}}
Per a una reducció en sèrie (N=2) es redueix a: 
{\displaystyle R_{\mathrm {ab} }=R_{a}R_{b}({\frac {1}{R}}_{a}+{\frac {1}{R}}_{b})={\frac {R_{a}R_{b}(R_{a}+R_{b})}{R_{a}R_{b}}}=R_{a}+R_{b}}
Per un resistor penjat {\displaystyle (N=1)} dona com a resultat l'eliminació del resistor perquè {\displaystyle {1 \choose 2}=0}.

### Transformació de fonts
Una font no ideal amb una impedància interna pot representar-se com una font de tensió ideal o una font de corrent ideal amb una impedància. Les dues formes esmentades són equivalents i poden transformar-se, de manera que si són equivalents respecte als terminals ab, llavors la tensió i el corrent han de ser idèntics a les dues xarxes. Així:
{\displaystyle V_{\mathrm {s} }=RI_{\mathrm {s} }\,\!} o {\displaystyle I_{\mathrm {s} }={\frac {V_{\mathrm {s} }}{R}}}
- El teorema de Norton estableix que qualsevol xarxa de dos terminals pot reduir-se a una font de corrent i una resistència en paral·lel.
- El teorema de Thévenin estableix que qualsevol xarxa de dos terminals pot reduir-se a una font ideal de tensió i una resistència en sèrie.

## Xarxes simples
Alguns circuits poden analitzar-se sense la necessitat d'utilitzar mètodes d'anàlisi.

### Divisor de tensió

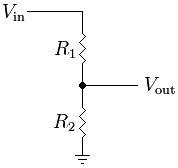
Divisor de tensió.

Dues o més resistències connectades en sèrie formen un divisor de tensió. Segons les Lleis de Kirchhoff, concretament la llei de les malles, la tensió total és la suma de les tensions parcials en cada resistència, de manera que seleccionant valors adequats de resistències, podem dividir en els valors més petits que vulguem. La tensió {\displaystyle V_{i}} en els terminals de la resistència {\displaystyle R_{i}}, en un divisor de tensió d'n resistències amb una tensió total V, ve donada per:
{\displaystyle V_{i}=R_{i}I=\left({\frac {R_{i}}{R_{1}+R_{2}+\cdots +R_{n}}}\right)V}
En el cas particular d'un divisor de dues resistències, és possible determinar les tensions entre els terminals de cada resistència, VAB i VBC, en funció de la tensió total, VAC, sense haver de calcular prèviament la intensitat. Per això s'utilitzen les equacions següents fàcilment deduïbles:
{\displaystyle V_{AB}=V_{AC}{R1 \over R1+R2}}
{\displaystyle V_{BC}=V_{AC}{R2 \over R1+R2}}

### Divisor de corrent

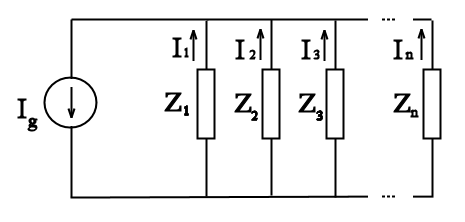
Divisor de corrent

Dues o més resistències connectades en paral·lel formen un divisor de corrent. Segons la primera de les lleis de Kirchhoff, la llei dels nodes, la suma dels corrents que entra en un node és igual a la suma dels corrents que en surten. Seleccionant els valors adequats de resistències, es pot dividir el corrent en els valors més petits que es desitgin.
En el cas particular d'un divisor de dues resistències, és possible determinar els corrents parcials que circulen per cada resistència, {\displaystyle I_{1}} i {\displaystyle I_{2}}, en funció del corrent total {\displaystyle I}, sense la necessitat de calcular la caiguda de tensió en l'associació. Per això s'utilitzen les equacions següents fàcilment deduïbles:
{\displaystyle I1=I{R2 \over R1+R2}}
{\displaystyle I2=I{R1 \over R1+R2}}

## Anàlisi de nodes
Per dur a terme l'anàlisi de nodes en un circuit cal seguir ordenadament els passos següents:
- Marcar tots els nodes del circuit i escollir-ne un arbitràriament per considerar-lo el node de referència.
- Definir en els nodes una variable de tensió, exceptuant el node de referència. Aquesta excepció es deu al fet que les variables de tensió de la resta dels nodes són definides respecte al node de referència. Per tant, la variable de tensió del node de referència té valor zero.
- Escriure una equació per a cada node aplicant les lleis de nodes de Kirchhoff, exceptuant el node de referència. És a dir, donat un node amb N branques, la suma de corrents entrants i sortints del node és igual a zero.

{\displaystyle \sum _{i=1}^{N}I_{i}=0}
- Resoldre el sistema d'equacions resultant, substituint-hi, en cas de necessitat, el valor del corrent utilitzant la llei d'Ohm i posant-la en funció dels valors de tensió dels nodes i la resistència de la branca. Així, donat un node connectat a una branca per la qual hi passa un corrent {\displaystyle I_{1}}, i una branca que va des dels nodes amb valors de tensió {\displaystyle e_{1}} i {\displaystyle e_{2}} formada per una resistència {\displaystyle R_{1}}, podem substituir:

{\displaystyle I_{1}={e_{1}-e_{2} \over R_{1}}}

## Anàlisi de malles
Per dur a terme l'anàlisi de malles en un circuit cal seguir ordenadament els passos següents:
- Comptar el nombre de malles existents en un circuit i assignar un corrent en el sentit de les agulles del rellotge a cada malla. Tot i que el sentit en què es considerin els corrents no és important, és una manera de normalitzar el procediment i es poden situar corrents en sentits diferents sempre que el procediment utilitzat sigui el mateix.[6]
- Escriure una equació segons la llei de les malles de Kirchhoff per a qualsevol malla amb corrent desconegut. Per fer això, cal recórrer tota la malla sumant i restant les aportacions de tensió de cada component: sumant o restant les tensions de les fonts de tensió segons el seu valor, i restant la caiguda de tensió a les resistències en funció del corrent de malla, obtenint una equació igualada a zero. Una altra manera d'organitzar l'equació resultant consisteix a posar a un costat de la igualtat els augments de tensió, i, a l'altre costat, les caigudes de tensió degudes a resistències o fonts de tensió. Un cas particular és quan a la branca hi ha una font de corrent, de manera que coneixem fàcilment el valor del corrent en aquella malla.
- Resoldre el sistema d'equacions resultant.

La limitació de l'anàlisi de malles és que només es poden estudiar circuits plans, és a dir, que es puguin dibuixar en un pla sense que les seves branques s'encreuïn.

## Superposició
En aquest mètode, es calcula l'efecte de cada font per separat. En analitzar una font, es substitueixen la resta de fonts de tensió per un curtcircuit i les fonts de corrent per un circuit obert. El corrent total que travessa una branca o la caiguda de tensió que hi ha es calcula sumant les aportacions de tensió i corrent individuals de cada anàlisi.
Aquest mètode sempre funciona per a circuits amb components lineals.

## Elecció de mètode
Escollir el mètode adequat requereix una mica d'experiència. Si el circuit és molt senzill i només requereix calcular una tensió o un corrent, aplicar un dels dos mètodes de xarxes simples pot ser suficient.
El teorema de superposició és probablement el mètode més simple conceptualment, però es necessiten moltes equacions i moltes combinacions d'impedàncies.
Anàlisi de nodes: El nombre de variables de tensions i del sistema d'equacions a resoldre és igual al nombre de nodes menys u. Tota font de tensió connectada al node de referència redueix el nombre de variables desconegudes. Aquest mètode és útil per a circuits amb fonts de tensió.
Anàlisi de malles: El nombre de variables de corrent i del sistema d'equacions a resoldre és igual al nombre de malles. Qualsevol font de corrent connectada a una malla redueix el nombre de variables desconegudes. Aquest mètode no es pot utilitzar quan el circuit no es pot dibuixar en un circuit pla de manera que cap branca es creuï amb una altra. Aquest mètode és molt efectiu quan el circuit té fonts de corrent.

## Funció de transferència
Una funció de transferència expressa la relació entre un valor d'entrada i un valor de sortida del circuit. En els circuits resistius, sempre serà un valor real o una expressió que es pot reduir a un nombre real. Aquests circuits es representen per un sistema algebraic d'equacions. Malgrat això, per al cas general de xarxes lineals, els circuits es representen per un sistema d'equacions diferencials. En l'anàlisi de circuits, en comptes d'utilitzar directament equacions diferencials s'utilitza la transformada de Laplace per així expressar els resultats en termes del paràmetre de Laplace que, en general, és complex.
Aquesta aproximació és la base per la teoria de control i és útil per determinar l'estabilitat d'un sistema.

### Funcions de transferència per components de dos terminals
Per components de dos terminals la funció de transferència, anomenada també equació constitutiva, és la relació entre el corrent d'entrada del dispositiu i la tensió del component. La funció de transferència {\displaystyle Z(s)} és la impedància i té unitats d'ohms. Aquestes impedàncies són fasors, i s'utilitzen per expressar de forma simple magnituds alternes i que temporalment poden ser sinusoidals. L'ús dels fasors és utilitzat en l'anàlisi de circuits en corrent altern.
Per als tres components passius que es troben en circuits elèctrics, les funcions de transferència són, en corrent continu i altern, les següents:
| Component   | Funció de transferència              | Corrent Altern                                     | Corrent Continu               |
| ----------- | ------------------------------------ | -------------------------------------------------- | ----------------------------- |
| Resistència | {\displaystyle Z(s)=R\,\!}           | {\displaystyle Z(j\omega )=R\,\!}                  | {\displaystyle Z=R\,\!}       |
| Inductor    | {\displaystyle Z(s)=sL\,\!}          | {\displaystyle Z(j\omega )=j\omega L\,\!}          | {\displaystyle Z=0\,\!}       |
| Condensador | {\displaystyle Z(s)={\frac {1}{sC}}} | {\displaystyle Z(j\omega )={\frac {1}{j\omega C}}} | {\displaystyle Z=\infty \,\!} |

Quan en el circuit només tenim corrent altern, substituïm s per jω, que són valors de corrent altern més familiars per a l'anàlisi.
Quan el circuit només té corrent continu, només cal substituir la s o la ω per zero, atès que la freqüència serà nul·la.

### Funcions de transferència per a circuits de dos ports
En teoria de control, les funcions de transferència es donen generalment amb el símbol H(s). En electrònica, la funció de transferència es defineix com el valor de la tensió de sortida respecte a la tensió d'entrada, i es dona amb el símbol G(s) o també G(jω) (perquè l'anàlisi és l'estudi de la resposta respecte a una ona sinusoidal), per tant:
{\displaystyle G(j\omega )={\frac {V_{o}}{V_{i}}}}
On la G mostra l'amplificació. Si en canvi tenim una atenuació, podem usar una A. En general, el valor donat serà una funció complexa de jω, que pot ser derivat a l'anàlisi d'impedàncies en el circuit i les seves funcions de transferència individuals. Sovint, qui analitza el circuit pot estar interessat en la magnitud del guany i no en la fase. En aquest cas es realitza el mòdul de l'expressió, de manera que queda:
{\displaystyle A(\omega )=\left|{\frac {V_{o}}{V_{i}}}\right|}

#### Paràmetres de dos ports
El concepte d'un circuit de dos ports en teoria de circuits és similar a l'anàlisi d'una caixa negra. El comportament del circuit de dos ports en un circuit més gran pot ser caracteritzat sense la necessitat de conèixer l'estructura interna, però per fer això cal tenir més informació que la funció de transferència G(jω) descrita abans. Per això s'utilitzen quatre paràmetres per descriure completament un circuit de dos ports. Aquests poden ser la funció de transferència, la impedància de sortida, la funció de transferència inversa (el voltatge d'entrada quan tenim una tensió concreta a la sortida) i la impedància de sortida.
Normalment s'expressen els paràmetres en una matriu:
{\displaystyle {\begin{bmatrix}V_{1}\\V_{0}\end{bmatrix}}={\begin{bmatrix}z(j\omega )_{11}&z(j\omega )_{12}\\z(j\omega )_{21}&z(j\omega )_{22}\end{bmatrix}}{\begin{bmatrix}I_{1}\\I_{0}\end{bmatrix}}}
Que pot ser reduïda a un element representatiu:
{\displaystyle \left[z(j\omega )\right]} o només {\displaystyle \left[z\right]}
Aquests conceptes poden ser expandits a circuits de més de dos ports, tot i que no s'utilitza massa, ja que a la pràctica generalment els ports es consideren únicament entrades o sortides. Si s'ignoren les funcions de transferència inversa, un circuit multi-port pot ser descompost en diversos circuits de dos ports.

#### Components distribuïts

Circuit equivalent amb components discrets d'una línia de transmissió.

Quan un circuit està format de components discrets, l'anàlisi utilitzant circuits de dos ports depèn de l'elecció d'aquests i, per tant, és arbitrari. Una altra manera d'analitzar circuits consisteix en analitzar les funcions de transferència dels components que la formen. Però si una xarxa conté components distribuïts, com en el cas de línies de transmissió, llavors no és possible analitzar en termes dels components individuals perquè aquests no existeixen. Llavors, l'aproximació consisteix en modelar la línia com un circuit de dos ports i caracteritzar-la utilitzant els paràmetres de circuits de dos ports (o paràmetres equivalents). Un altre exemple d'aquesta tècnica és el modelat dels portadors que creuen la base d'un transistor d'alta freqüència. La regió de la base ha de ser modelada com resistències i condensadors distribuïts en components discrets.

#### Impedància vista

Exemple d'impedàncies vistes a l'entrada i sortida de dos circuits que poden ser connectats entre ells

Les línies de transmissió i alguns tipus de dissenys de filtres utilitzen el mètode de la impedància vista per determinar la seva funció de transferència. En aquest mètode es té en compte el comportament d'una cadena de circuits connectats en cascada, de manera que les impedàncies d'entrada i de sortida i la funció de transferència i la funció de transferència inversa són calculades per aquesta cadena de circuits. Per això, només cal conèixer quina és la impedància que es veu a l'entrada i a la sortida de cada circuit connectat per saber el comportament que tindrà amb els circuits al qual està connectat.
Malgrat que els valors teòrics obtinguts mai seran exactes a la pràctica, en molts casos serveixen com a molt bones aproximacions per determinar el comportament d'una cadena de circuits en cascada

## Circuits no lineals

Representació simbòlica del díode pn

Molts dels dissenys electrònics són, en realitat, no lineals. De fet, la majoria dels semiconductors són no lineals. Per exemple, la funció de transferència d'una unió p-n (un díode) ideal ve donada per la següent relació no lineal:
On:
- i i v són el corrent instantani i la tensió.
- Io és un paràmetre arbitrari anomenat corrent de fuita invers, amb un valor que depèn de la fabricació del dispositiu.
- VT és un paràmetre proporcional anomenat tensió tèrmica i que és igual a 26mV a 25 °C.[9]

Hi ha moltes formes de no linealitat. Tots els mètodes que utilitzen superposicions lineals fallen quan són presents components no lineals. Hi ha moltes opcions per tractar la no linealitat depenent del tipus de circuit i de la informació que vulguem obtenir.

### Equació constitutiva
L'equació del díode vista és un exemple d'equació constitutiva de la forma general,
{\displaystyle f(v,i)=0\,}
Que pot ser equivalent a una resistència no lineal. Per a inductors i condensadors, les equacions constitutives són respectivament:
{\displaystyle f(v,\varphi )=0\,}
{\displaystyle f(v,q)=0\,}
On f és qualsevol funció, φ és el camp magnètic de l'inductor i q és la càrrega del condensador.

### Existència, unicitat i estabilitat
Per a l'anàlisi de circuits no lineals cal tenir en compte que la solució de l'anàlisi del circuit pot no ser única. Això no passa amb els circuits formats únicament per components lineals, on només hi ha una solució per uns determinats valors. Per exemple, una resistència amb una tensió aplicada té un únic valor de corrent que la travessa. En canvi, un díode d'efecte túnel pot tenir fins a tres valors de corrent vàlids per una tensió donada. Per tant, la solució per al díode no és única, ja que n'hi poden haver d'altres equivalents. En alguns casos podem no tenir una solució concreta.
També cal tenir en compte l'estabilitat del circuit o component. Una solució particular pot existir però no ser estable, de manera que el circuit canviï els seus valors a partir de canvis molt petits, com per exemple, amb oscil·lacions d'algun valor de tensió o corrent. Per tant, quan un circuit és estable per totes les condicions, té una i només una solució per a unes condicions donades.

### Mètodes

#### Anàlisi Booleana de xarxes en commutació
Els dispositius en commutació són dispositius on s'utilitza la seva no linealitat per produir dos estats diferents. En circuits digitals, per exemple, s'utilitzen els dispositius CMOS, que, per exemple, poden tenir la seva sortida connectada a alimentació positiva i negativa, però que no tenen cap altre estat excepte el període de commutació. Aquí, la no linealitat es dissenya perquè sigui extrema, i l'anàlisi pot aprofitar-se d'aquest fet. Aquests tipus de xarxa utilitzen l'àlgebra de Boole, assignant dos estats ("encès"/"apagat", "positiu"/"negatiu", "conducció"/"tall") a valors Booleans "0"/"1".
En aquesta anàlisi s'ignoren tant el temps de commutació com les petites variacions respecte als valors nominals del dispositiu, de manera que un valor "1" pot ser assignat a un estat de +5V. La sortida del dispositiu pot ser en el muntatge real de +4.5V, però es segueix considerant que es té un valor "1". Per això, els fabricants especifiquen un rang de valors en els fulls d'especificacions dels dispositius, de manera que en el muntatge real, la sortida tindrà un valor arbitrari dins del rang.
Malgrat l'aproximació a dos estats diferenciats i únics en l'anàlisi de dispositius no lineals, el transitori és a vegades interessant, ja que la freqüència màxima de commutació ve determinada per la velocitat de transició entre un estat i un altre. Afortunadament, la commutació entre els estats es produeix, en la majoria de dispositius, en la seva zona lineal, de manera que es pot dur a terme una anàlisi lineal i obtenir un valor aproximat de sortida. Per exemple, en la tecnologia CMOS abans esmentada, s'utilitzen transistors d'efecte de camp. Aquests s'utilitzen en la regió de tall i de conducció en la lògica Booleana, però per passar d'un estat a l'altre es passa per la regió lineal.
Per tant, a causa de les característiques dels transistors utilitzats, es poden derivar matemàticament els estats de l'àlgebra de Boole a partir de les equacions constituents del transistor.

#### Diferència entre anàlisi en règim continu i petit senyal
Aquesta tècnica s'utilitza quan el funcionament del circuit és essencialment lineal, però està implementat per components no lineals. Un transistor en règim d'amplificació n'és un exemple. L'essència d'aquesta tècnica consisteix en separar l'anàlisi en dues parts. Primer, l'anàlisi del circuit en corrent continu, utilitzant algunes tècniques de l'anàlisi no lineal. Així s'estableix quin és el valor de polarització. Finalment, s'analitza el transistor en petit senyal, utilitzant l'anàlisi de circuits lineals. Ambdós casos els veurem a continuació.

#### Anàlisi gràfica per l'anàlisi en corrent continu
En la majoria de dissenys, la polarització de dispositius no lineals es realitza mitjançant resistències (concretament, una xarxa de resistències). Com que les resistències són components lineals, és relativament fàcil de determinar el punt d'operació del dispositiu no lineal a partir d'una gràfica de la seva funció de transferència. El procediment del mètode és el següent:
- A partir de l'anàlisi de la xarxa lineal de resistències, es calcula la sortida de la funció de transferència, és a dir, la tensió de sortida respecte al corrent d'entrada.
- Aquesta funció serà una línia recta que se superposa a la funció de transferència del dispositiu no lineal.
- El punt on es creuen ambdues gràfiques és el punt d'operació.

Una altra manera de fer-ho és calcular la tensió de sortida del circuit en circuit obert i el corrent en curtcircuit. Aquests dos valors donen la recta que superposem amb la funció de transferència.
En la realitat, el procés dut a terme és l'invers del descrit, i a partir de la funció de transferència que el fabricant dona per a un dispositiu no lineal concret, el dissenyador escull el punt d'operació desitjat i en calcula els valors dels components que necessita.
Aquest procediment es pot utilitzar també quan el dispositiu en estudi està alimentat a partir d'un dispositiu no lineal, com un díode. L'única diferència és que el gràfic de la funció de transferència d'aquest no és lineal i, per tant pot ser tediós haver de superposar i estudiar amb dues gràfiques no lineals.

#### Circuit en petit senyal
El circuit en petit senyal consisteix en substituir un component o circuit no lineal per una combinació de components lineals amb una resposta lineal igual al circuit no lineal en un rang petit de valors, o una resposta no lineal en un rang tan reduït que es pot aproximar la sortida com a lineal. D'aquesta manera es pot estudiar un circuit no lineal amb un circuit lineal que tingui una resposta similar. Aquest circuit equivalent, però, només és vàlid per a l'estudi en petit senyal i no és aplicable a un estudi del mode comú del dispositiu.
Per a un component simple de dos terminals, el circuit equivalent de petit senyal no sol tenir més de dos components: Una resistència igual a la gràfica voltatge-corrent del punt d'operació (anomenada resistència dinàmica) i que és tangent a la corba del dispositiu no lineal; i una font d'alimentació (ja sigui de tensió o de corrent), atès que aquesta recta no passa per l'origen. Amb dispositius de més terminals, els circuits equivalents són més complexos.
Un d'aquests dispositius de tres terminals és el transistor. Normalment, els fabricants de transistors especifiquen les característiques del dispositiu utilitzant circuits de dos ports caracteritzats per una matriu de paràmetres h. Aquesta matriu està formada de quatre paràmetres, igual que la matriu de paràmetres z, però utilitzant un híbrid d'impedàncies, admitàncies, guanys de corrent i guanys de tensió. En aquest model, els tres terminals del transistor es consideren una xarxa de dos ports amb un terminal comú. Els paràmetres [h] depenen de quin és el terminal comú, però el paràmetre més important en un transistor és el guany de corrent h21 en la configuració d'emissor comú. Aquest valor es designa hfe als fulls d'especificacions i sovint també es troba representat amb la lletra β.
El circuit equivalent de petit senyal de dos ports necessita l'ús de fonts d'alimentació dependents, el valor de tensió o corrent de les quals depèn linealment de paràmetres d'altres llocs del circuit, com tensions o corrents. Per exemple, els paràmetres [z] requereixen fonts de tensió, tal com es mostra en la imatge:

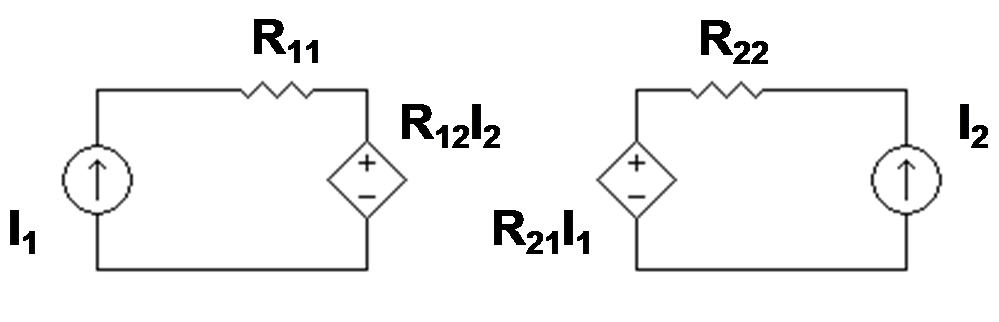
Circuit equivalent de paràmetres [z] on es veuen fonts de tensió dependents

En xarxes de dos ports, sempre hi ha fonts d'alimentació dependents per descriure el comportament, i aquest comportament ha de ser tingut en compte en desenvolupar les equacions de circuits més grans.

#### Mètode de l'anàlisi per trams
En aquest mètode, la funció de transferència d'un dispositiu no lineal es parteix en diferents regions. Cadascuna d'aquestes s'aproxima per una línia recta, de manera que la funció de transferència és lineal, excepte els punts de discontinuïtat.
Una aplicació útil d'aquest mètode és l'aproximació de la funció de transferència d'un díode d'unió p-n. A l'inici de la secció hem vist l'expressió matemàtica de la funció de transferència d'aquest díode, però aquesta expressió s'utilitza poc en anàlisi. A canvi, s'utilitza el mètode d'anàlisi per trams.

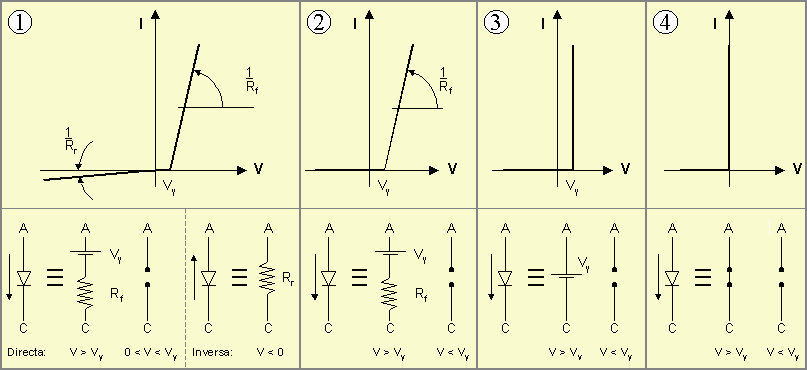
Models de corrent continu amb aproximació de la corba característica per trams segons el model equivalent.

Per exemple, quan la tensió en un díode cau, el seu corrent tendeix a -Io, però aquest valor és tant baix que en petit senyal s'aproxima a zero. Amb valors de voltatge majors, el corrent creix exponencialment. Llavors el circuit es pot aproximar com un circuit obert i, amb valors superiors de tensió, com la corba d'una resistència amb valor la resistència del material semiconductor.
Els valors normalment utilitzats com a punt de transició són els 0.7V per a díodes de silici, i 0.3V per a díodes de germani. En commutació, aquest model se simplifica i es considera sempre circuit obert quan el corrent del díode entra per l'ànode i surt pel càtode. El valor de 0.7V, però és actualment utilitzat per l'estudi de transistors. Aquests també tenen una unió p-n entre la base i l'emissor, i es considera que aquest valor és la caiguda de tensió entre ambdós terminals quan es fa disseny d'amplificadors amb transistors pnp i npn.
El mètode de l'anàlisi per trams és, com el mètode de petit senyal, utilitzat només quan els valors del circuit es mantenen acotats dins d'uns valors concrets. Si aquests passen per un punt de discontinuïtat, el model deixa de ser vàlid per aplicacions lineals. En canvi, l'avantatge d'aquest mètode és que pot ser aplicat tant en senyal com en valors de corrent i tensió continus, de manera que poden ser analitzats alhora.

### Components que varien en el temps
En l'anàlisi de circuits es considera que els components d'un circuit són immutables, però a vegades podem trobar-nos amb components que no compleixin aquesta característica, com per exemple, amplificadors controlats per voltatge i filtres equalitzadors. A vegades el canvi de característica és periòdic. Un component no lineal excitat amb un senyal periòdic, per tant, pot representar-se com un component lineal que varia periòdicament. Sidney Darlington va desenvolupar un mètode d'anàlisi per a circuits amb aquestes propietats. Ho va fer desenvolupant les formes canòniques de Ronald Foster i Wilhelm Cauer utilitzades per analitzar circuits lineals (Patent USA 3,265,973).